# Syrian Arab Airlines
Сирійські авіалінії» (араб. السورية للطيران), що діє під назвою «SirianAir» (араб. السورية), є флагманським авіаперевізником Сирії.[2] Він виконує регулярні міжнародні рейси за декількома напрямками в Азії, Європі та Північній Африці, хоча кількість рейсів, що виконуються, серйозно скоротилася з 2011 року через арабську весну і наступну війну в Сирії. Раніше SaudiAir виконувала рейси більш ніж за 50 напрямків по всьому світу. Його основними базами є міжнародний аеропорт Дамаска, а раніше міжнародний аеропорт Алеппо. Головний офіс підприємства знаходиться на п'ятому поверсі будівлі соціального страхування в Дамаску.[3]

## Флот

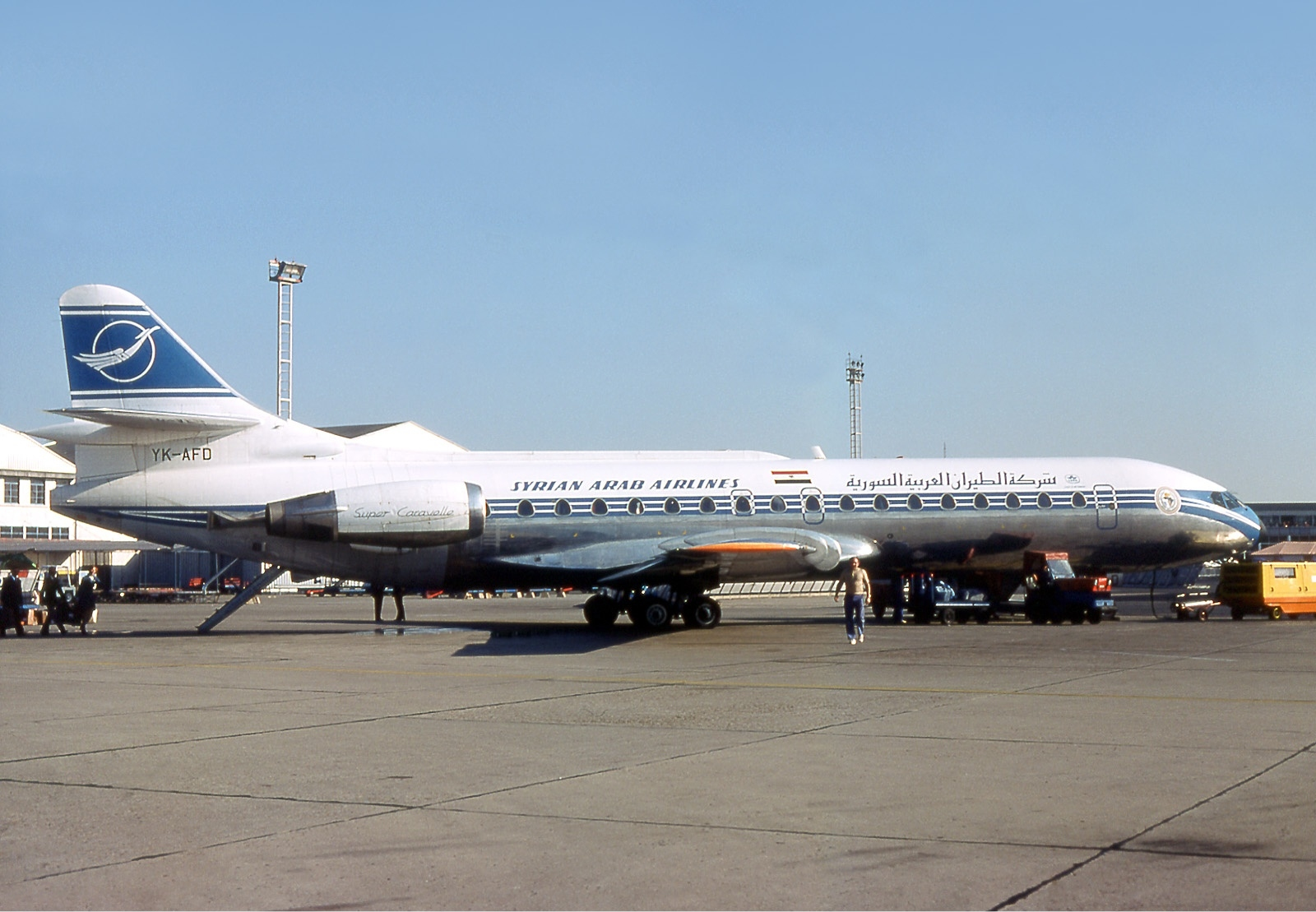

## Замовлення
Кабінет міністрів Сирії схвалив контракт, за яким національний авіаперевізник Syrian Arab Airlines придбає 10 цивільних літаків Ан-148.

## Галерея

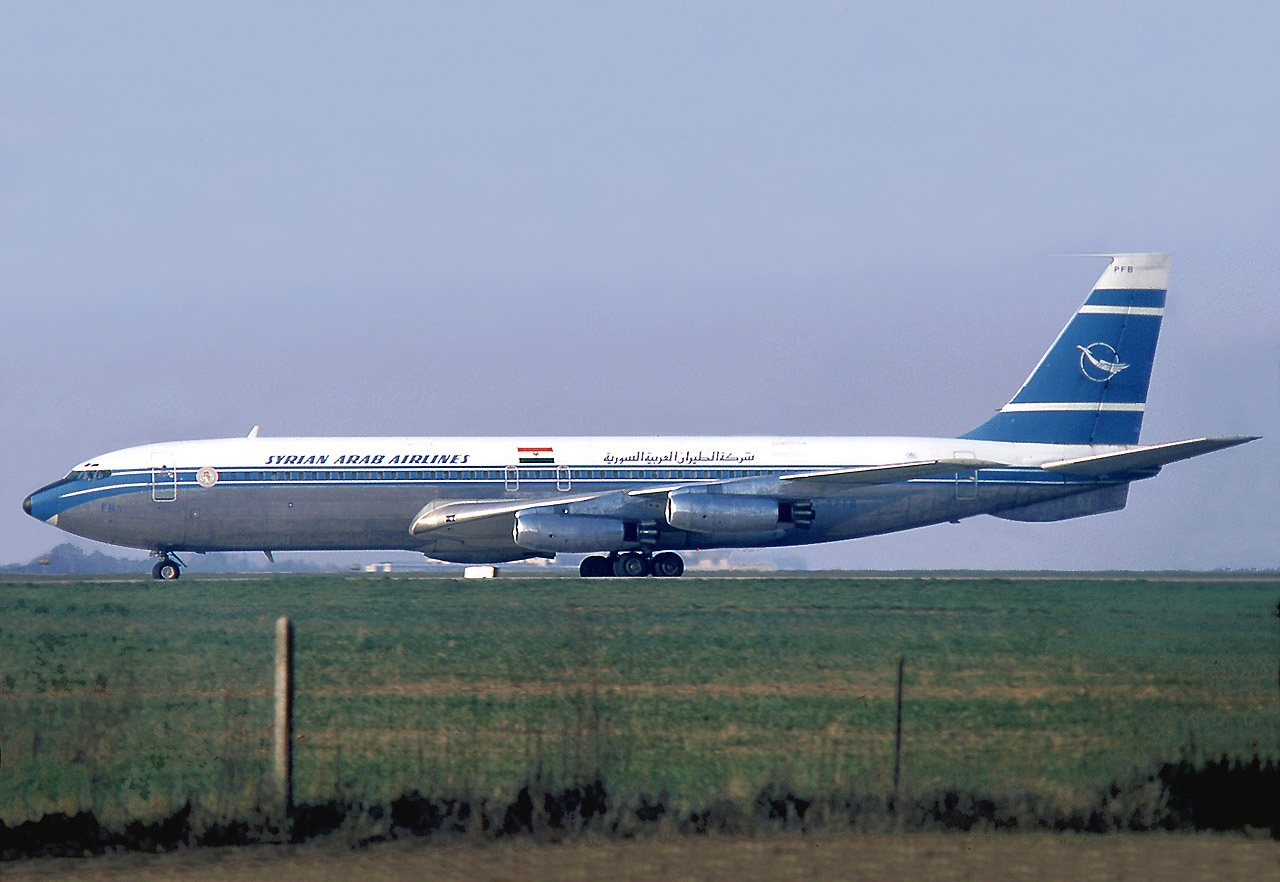
Boeing 707-400
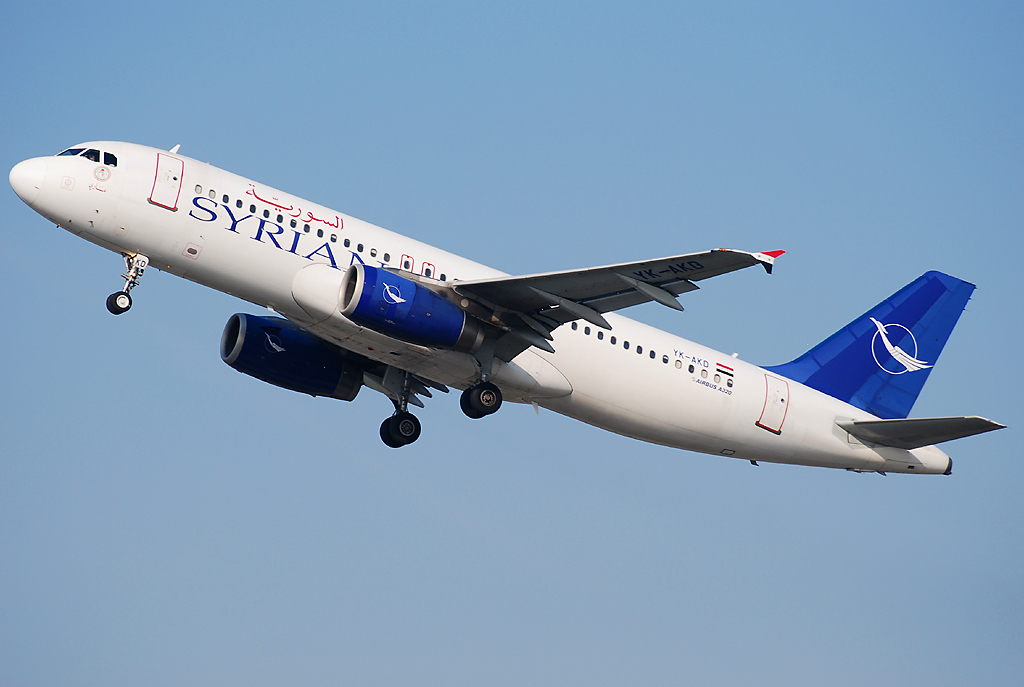
Airbus A320 в аеропорту Відня
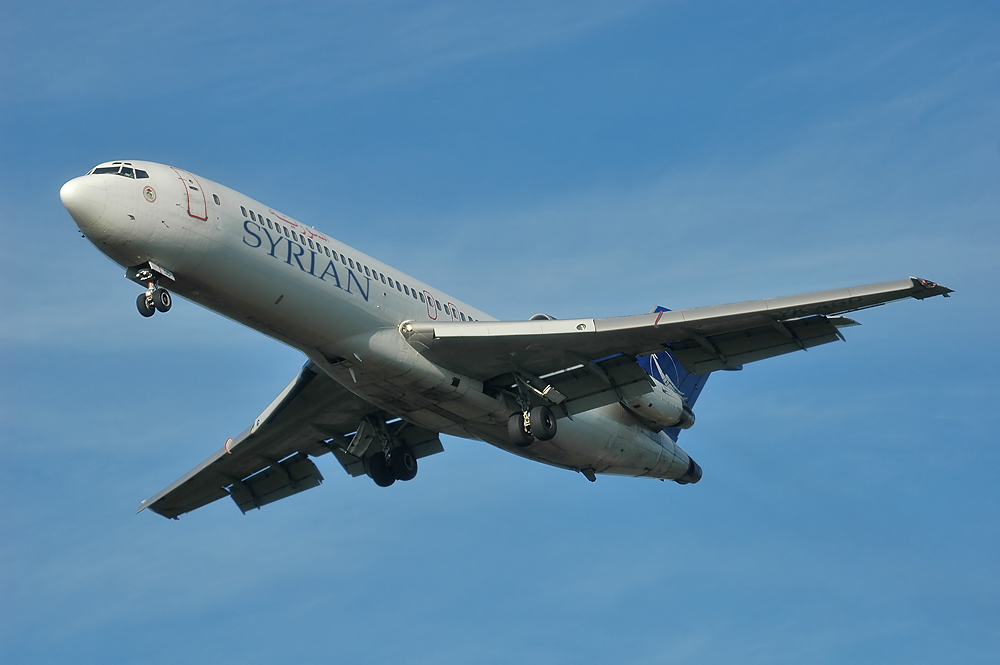
Boeing 727
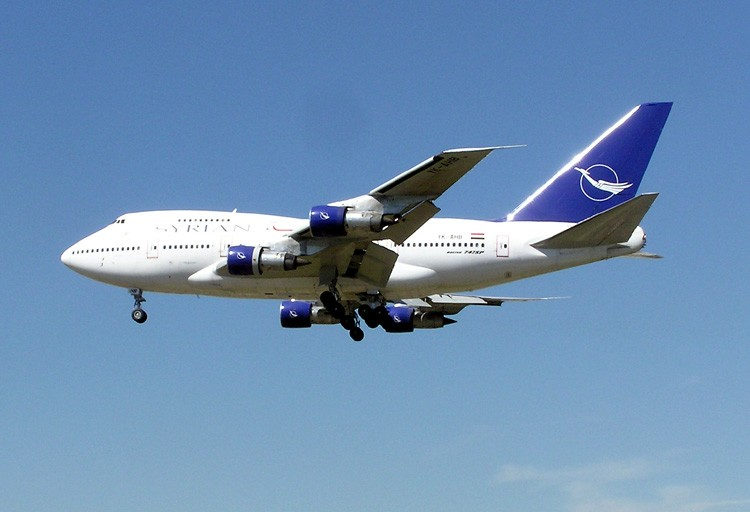
Boeing 747SP